# Arctides antipodarum
Arctides antipodarum är en kräftdjursart som beskrevs av Lipke Bijdeley Holthuis 1960. Arctides antipodarum ingår i släktet Arctides och familjen Scyllaridae. IUCN kategoriserar arten globalt som livskraftig. Inga underarter finns listade i Catalogue of Life.